# Portail du Jugement dernier
Le portail du Jugement dernier est le portail central de la façade ouest de la cathédrale Notre-Dame de Paris. Il représente le Jugement dernier tel qu'il est écrit dans l'Évangile selon saint Matthieu.
Construit entre 1210 et 1240, c'est le plus récent des trois portails de l'élévation principale.
Il a été modifié en 1771-1772, sur un projet de Jacques-Germain Soufflot, avec la création d'une seule arche, et a retrouvé ses caractéristiques d'origine lors de la restauration du XIXe siècle dirigée par Eugène Viollet-le-Duc et Jean-Baptiste Antoine Lassus.

## Historique

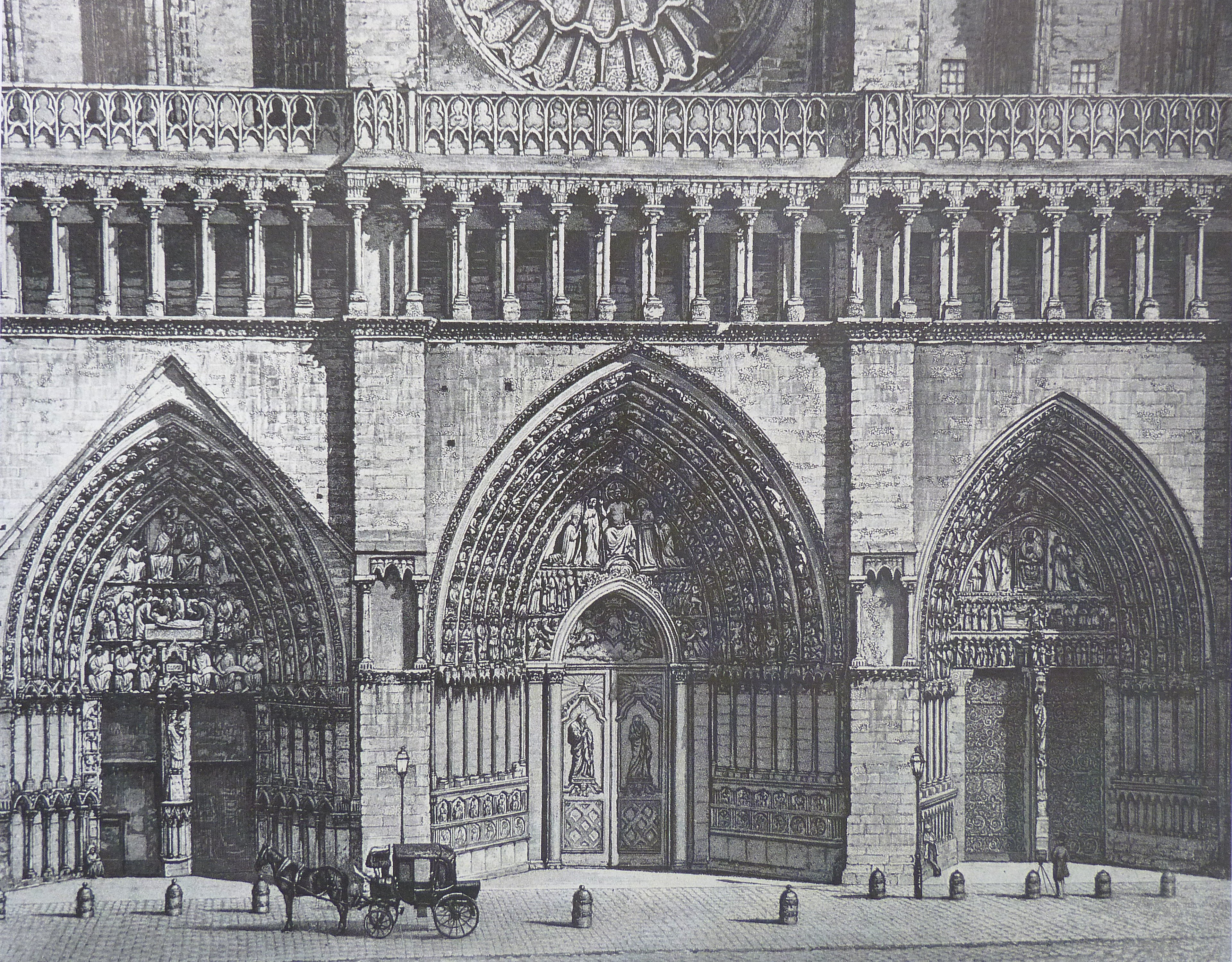
Portails de la façade occidentale avant la restauration du XIXe siècle.

Les travaux de construction de la façade principale, orientée vers l'ouest, de la cathédrale Notre-Dame de Paris ont commencé en 1208 et en 1220, ils étaient arrivés à la galerie des Rois.
La réalisation de l'appareil sculptural du portail central s'est déroulée de 1210 à 1240 environ.
Des trois portails de l'élévation occidentale, le portail central est celui qui a subi le plus de modifications : il est globalement achevé vers 1220, mais environ vingt ans plus tard, sa lunette est démontée pour remplacer les sculptures originelles du Christ juge (dont certains fragments ont été retrouvés par Eugène Viollet-le-Duc sous le parvis durant les travaux de restauration de la cathédrale au XIXe siècle.) et de l'Ange aux clous et à la sainte Lance..
En 1771-1772, sur demande du chapitre, qui voulait faciliter le passage des processions (surtout celles de Saint Sacrement), l'architecte Jacques-Germain Soufflot démolit le trumeau et partiellement la partie inférieure de la lunette, créant ainsi une porte à une seule arche et à double battant, avec une  ogive soutenue de chaque côté par un pilier et une  colonne corinthienne.
Les battants de bronze sont ornés de reliefs réalisés par le sculpteur Pierre-Louis Fixon, représentant Le Christ portant sa croix (battant de droite) et une Vierge douloureuse (battant de gauche). Dans la lunette de la porte, sont représentés par le même auteur, l'emblème de la ville de Paris (à l'extérieur) et la Vierge à l'enfant (à l'intérieur).
En octobre 1793, pendant la Révolution française, sur ordre de la « Commune » de Paris, les statues des Douze apôtres qui ornaient le portail central furent détruites, ainsi que toutes les autres grandes statues de la façade.
Les grands travaux de restauration de la cathédrale dirigés au XIXe siècle par Eugène Viollet-le-Duc et Jean-Baptiste Antoine Lassus, concernent également le portail central de la façade, afin de le ramener à son état d'origine : le trumeau et les parties de la lunette, détruites par Soufflot, furent reconstruits en 1853-1856 sous la direction d'Adolphe-Victor Geoffroy-Dechaume, et douze statues nouvelles furent réalisées pour orner l'ébrasement.
Les bas-reliefs du Christ et de la Vierge Marie de la porte du XVIIIe siècle furent conservés dans les matroneums, où ils sont toujours exposés.

## Description
Le portail du Jugement dernier, qui tire son nom du thème des bas-reliefs de la lunette, se trouve au centre de la partie inférieure de la façade occidentale de la cathédrale Notre-Dame et donne un accès immédiat du parvis à la nef principale. Il présente une structure analogue à celle des deux autres portails, c'est-à-dire en arc ogival ébrasé, avec une entrée à deux arches séparées par un trumeau. Ce portail central, comme les deux autres, était polychrome et présente encore de faibles traces de peinture dans la partie originale de la lunette et dans l'archivolte (dans les trois voussures internes dans leur totalité et dans la partie inférieure des voussures externes). Des traces de couleurs ont également été trouvées sur des fragments des statues originales des Apôtres au  musée de Cluny,. Les pentures en fer forgé des portes ont été fabriquées dans un style néo-médiéval entre 1859 et 1867 par le ferronnier Pierre François Marie Boulanger

### Lunette et archivolte

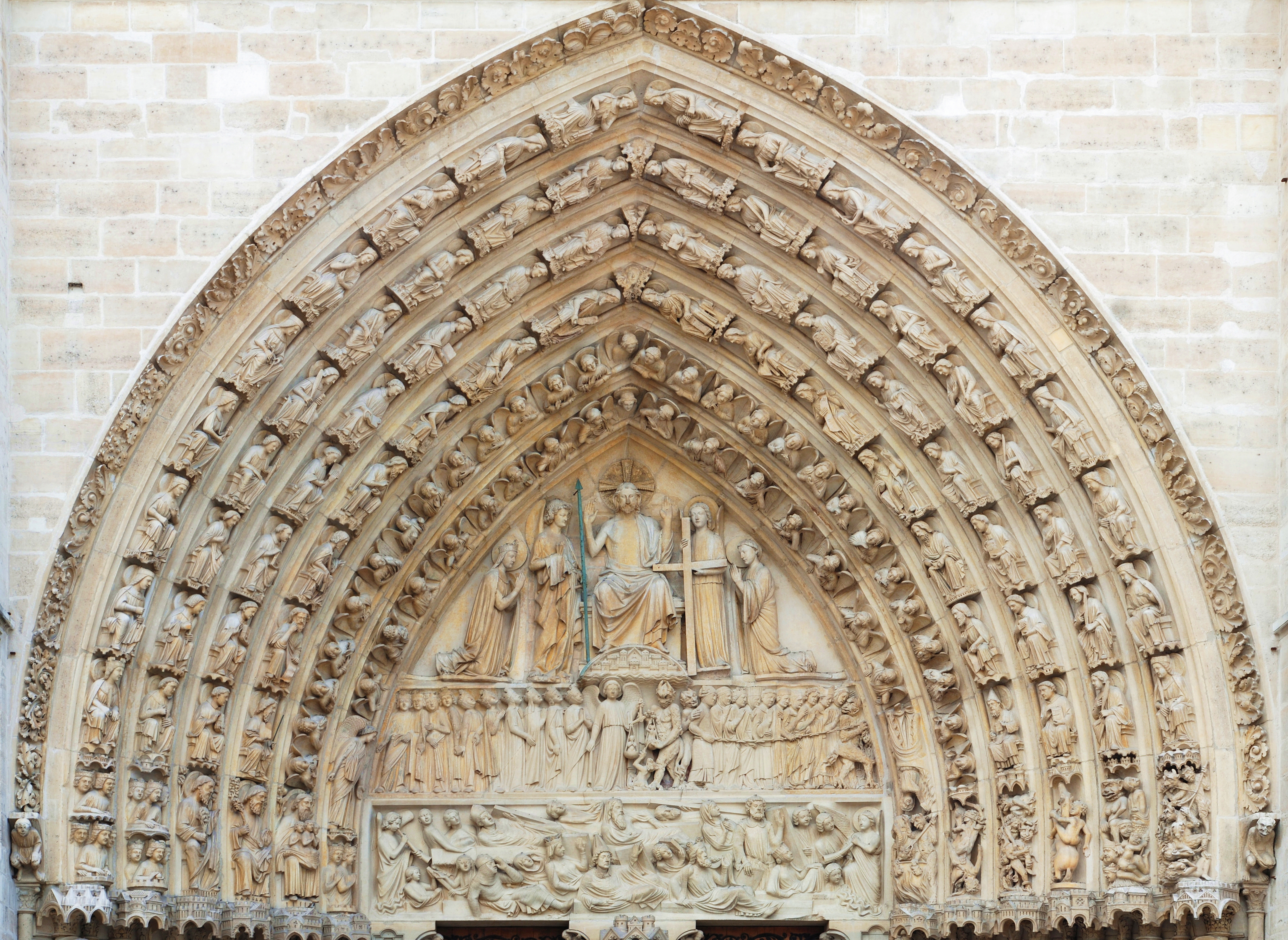
La lunette et l'archivolte.

Le décor de l'archivolte et de la lunette, ordonné dans cette dernière zone en trois bandes décoratives superposées (dont les deux inférieures ont été partiellement détruites au XVIIIe siècle par Jacques-Germain Soufflot et reconstruites lors des restaurations du XIXe siècle par Armand Toussaint sous la direction d'Adolphe-Victor Geoffroy-Dechaume), traite du thème de jugement dernier qui, selon l'eschatologie catholique, aura lieu à la fin des temps, quand Dieu jugera tous les hommes en fonction des actions qu'ils ont accomplies au cours de leur vie, et assignera chacun d'eux au Paradis ou à l'Enfer, et suit le schéma en cinq actes typiques de la sculpture française du XIIIe siècle, en référence aux chapitres 24 et 25 de l'Évangile selon Matthieu.
Le premier acte est constitué par les signes prémonitoires du jugement dernier, situés dans la bande inférieure de la section de droite de l'archivolte et surmontés de baldaquins gothiques, entrecoupés de scènes infernales : la Mort bandée à cheval avec le corps éventré du cavalier  (deuxième figure en partant de la gauche, faisant référence au quatrième  Cavalier de l'Apocalypse Ap 6, 8) et le  Cavalier recevant l'ordre du Ciel  (quatrième à partir de la gauche, faisant référence à l'Ap 6, 8.

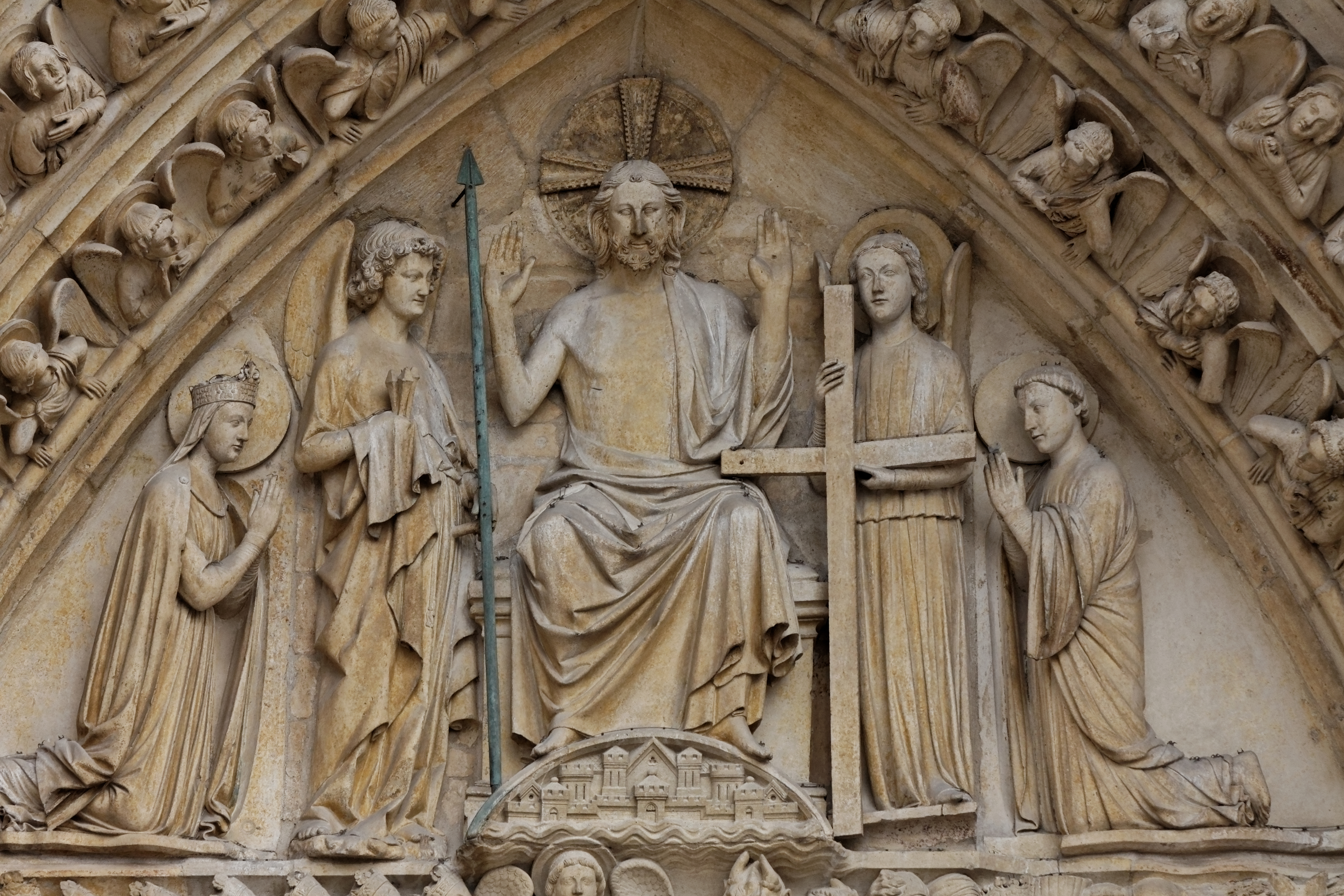
Partie supérieure de la lunette.

Dans la bande supérieure de la lunette, on voit le Christ en gloire, représenté comme juge sur le trône, montrant ses mains et son côté percés, ses pieds reposant sur la Jérusalem céleste. À ses côtés se trouvent deux anges debout, portant les marques de la Passion : la  Croix (ange droit) et les Clous sacrés et la Lance de Longin (ange de gauche).
Aux deux extrémités (selon un modèle qui sera adopté plus tard dans d’autres cathédrales, comme celles de Poitiers et de Bordeaux, ainsi que dans les églises de Saint-Éliphe à Rampillon et de Saint-Sulpice à Saint-Sulpice-de-Favières) sont représentés à genoux Jean l'évangéliste (à droite) et la  Sainte Vierge (à gauche). La présence de cette dernière met en évidence la continuité thématique entre les décorations des trois portails de la façade occidentale, qui commence dans celui de droite avec l'enfance de Marie et de Jésus, continue dans celui de gauche avec la mort et l'Assomption de la Vierge et se termine dans le portail central avec l'intercession de Marie auprès du Fils.
La scène est encadrée par la cour céleste qui orne les voussures de  l'archivolte selon une hiérarchie précise : dans les deux voussures les plus intérieures, se trouvent quarante-cinq anges qui applaudissent et chantent la gloire de Dieu. Puis vers l'extérieur, quatorze Patriarches et Prophètes, seize docteurs de l'Église, dix-huit Martyrs et dix-huit Vierges.
Les statues du Christ juge et de l'Ange avec les clous et la lance de Longin sont postérieures à tout le reste de la décoration du portail, remontant à 1240. Dans le cadre des restaurations du XIXe siècle, Viollet-le-Duc a trouvé sous le parvis, près du portail central, les restes d'un bas-relief représentant le Christ en gloire avec les symboles des évangélistes, probablement celui qui était présent dans la lunette à l'origine, et qui est supposé lui être antérieur, provenant du portail de la façade nord de la cathédrale et datant de 1180 environ.

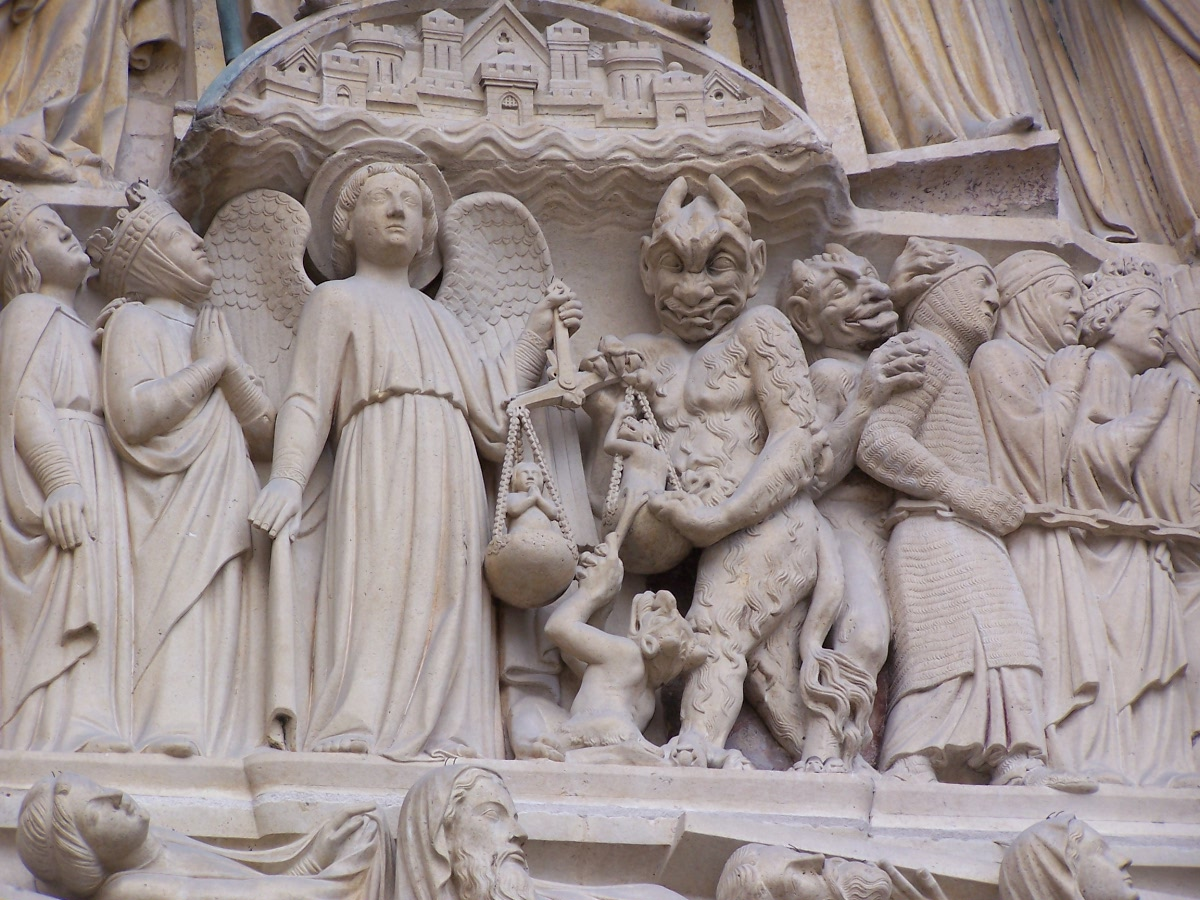
Saint Michel et Satan pèsent les âmes.

Sur l'architrave, presque entièrement reconstruite au XIXe siècle, est représentée la résurrection des morts, qui sortent des  tombes, réveillés par deux anges jouant de la trompette. Ils appartiennent à toutes les classes sociales et sont représentés selon leur âge et leurs vêtements personnels au moment de leur décès, contrairement à la pratique du XIIIe siècle qui préférait l'uniformité à l'âge de trente ans considéré comme parfait.
Dans la bande décorative supérieure, se trouvent au centre l'archange Michel et Satan qui, avec une balance, pèsent les âmes, sur le côté, deux groupes d’individus : à gauche les  bienheureux et à droite les  damnés, les premiers la tête ceinte d’une couronne (Ap 2,10), les seconds liés à des chaînes et conduits par deux diables vers l'Enfer. Certains fragments du décor primitif en relief (en particulier des anges jouant de la trompette) sont actuellement exposés au musée de Cluny.

### Ébrasement
|                                            |  |  |
| Les statues des Apôtres dans l'ébrasement. |  |  |

Dans la partie inférieure de l'ébrasement, se trouvent douze statues, six de chaque côté, représentant les « Douze apôtres », réalisées par différents artistes entre 1853 et 1856 sous la direction d'Adolphe-Victor Geoffroy-Dechaume et Eugène Viollet-le-Duc, qui ont pris pour modèle la porte royale de la cathédrale de Bordeaux (milieu du XIIIe siècle).
Les apôtres de gauche sont, en partant de l'extérieur, Barthélemy (par Geoffroy-Dechaume), Simon (par Fromanger), Jacques le Mineur (par Raymond Mirande), André (par Ferdinand Taluet),  Jean (par Louis-Eugène Bion),  Pierre (par Louis-Joseph Daumas). Ceux de droite, en partant de l'extérieur, sont  Matthieu (par Jules Cavelier), Judas (par Théophile Caudron),  Philippe (par Geoffroy-Dechaume ), Thomas (par Prinssay),  Jacques le Majeur (par Jean-Louis Chenillon) et Paul de Tarse (par Fromanger). Chaque statue est surmontée d'un baldaquin gothique, tandis que le long de la corniche se trouvent à leurs pieds les symboles des Évangélistes en ronde-bosse.
Au-dessous des apôtres, vingt-quatre bas-reliefs, disposés sur deux rangs superposés, illustrent douze « vertus » (rang supérieur, dans des arcs trilobés soutenus par des paires de colonnettes), à chacune desquelles se rapportent les « vices » (rang inférieur, dans des médaillons séparés par des triglyphes). Les premières sont  représentées comme des allégories féminines sur un trône, tandis que les dernières sont représentées par des scènes concrètes de péché, selon le schéma suivant :
| Humilité | Prudence | Chasteté | Charité | Espérance | Foi       | porte | Force   | Patience | Douceur | Paix     | Obéissance | Persévérance |
| Orgueil  | Folie    | Luxure   | Avarice | Désespoir | Idolâtrie | porte | Lâcheté | Colère   | Dureté  | Discorde | Rébellion  | Inconstance  |

Le cycle, caractérisé par la présentation de catégories originales, hors des représentations classiques, est peut-être le résultat de la réflexion théologique du milieu canonique parisien qui a souligné l’importance de ne pas simplement pratiquer les vertus, mais d’être guidé par elles, et a été pris comme modèle pour des représentations allégoriques similaires dans des constructions contemporaines ou ultérieures, comme « dans les portails des cathédrales  d'Amiens et de Chartres, comme dans les vitraux de Lyon et d'Auxerre », en particulier pour la Foi, qui montre un bouclier portant une croix, alors que l'Idolâtrie correspondante est « personnifiée par une femme dans une attitude de prière devant à un petit simulacre, évidemment une idole ».

### Trumeau et pilastres latéraux

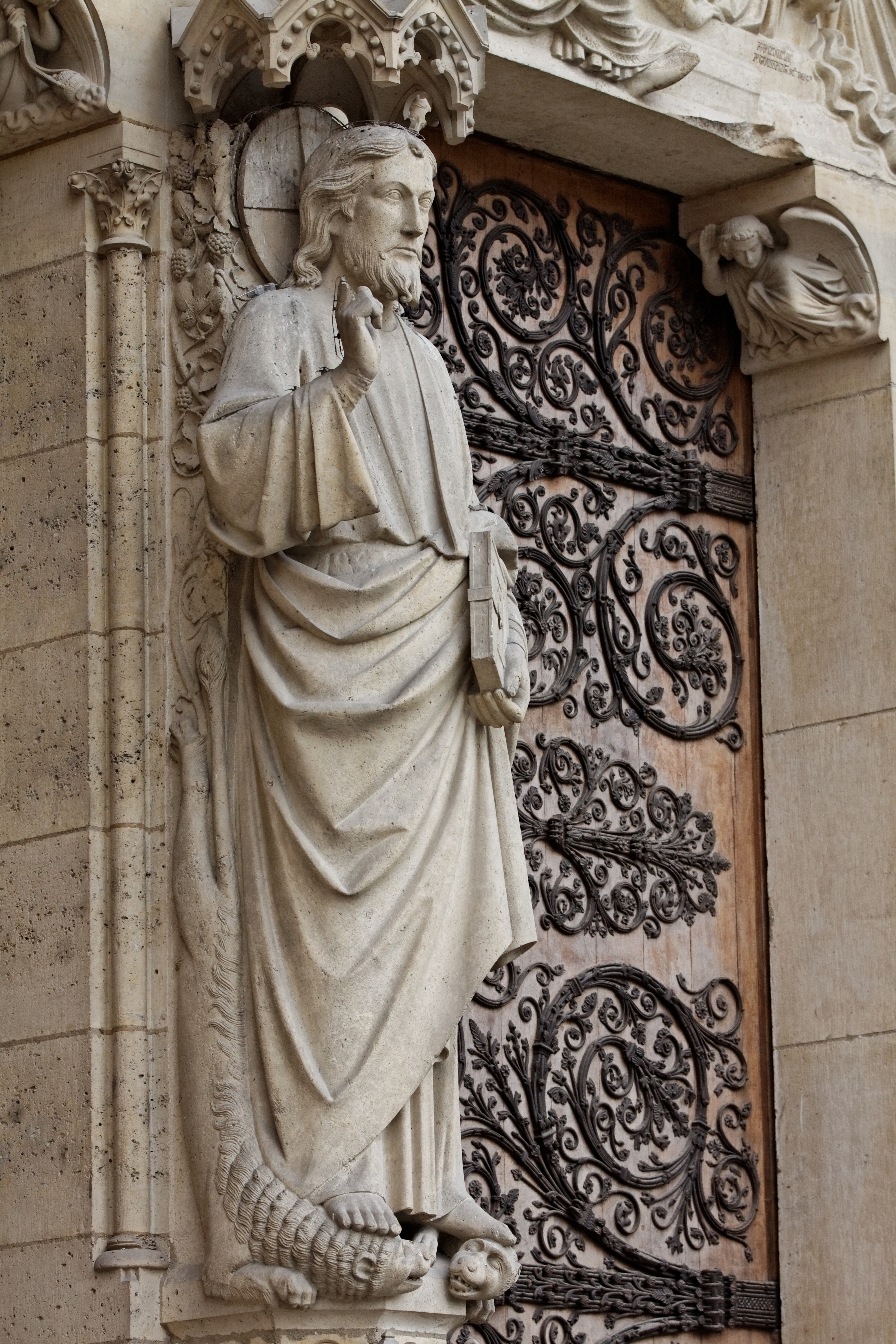
Le Beau-Dieu.

Le trumeau fut entièrement reconstruit en 1855 par Adolphe-Victor Geoffroy-Dechaume, qui prit comme référence celui du portail central de la cathédrale d'Amiens.
Derrière se trouve la statue dite Le Beau-Dieu, représentant le Christ en position debout, faisant une bénédiction de la main droite  et tenant le  livre des évangiles de la main gauche .
L'installation d'une statue du Christ dans cette position est une référence claire à la parabole de Jésus qui parle de lui-même comme la porte de l'enceinte des brebis présente dans la péricope du Bon Pasteur (Gv  10,9).
Le soubassement a été conçu par Viollet-le-Duc, qui s'est inspiré des éléments architecturaux de la cathédrale de Laon. Il porte en haut « Cinq prophètes » et en bas, dans des médaillons, les « Sept arts libéraux » représentés selon le traité de Martianus Capella sous la forme de figures féminines ayant chacune des attributs particuliers : en partant de la gauche, la Médecine, la Dialectique, la Géométrie, la Philosophie, la Musique, la Grammaire et l'Astronomie.
Sur les piliers latéraux qui soutiennent l’architrave, également complètement reconstruits au XIXe siècle, les Vierges sages (à gauche) et les Vierges folles sont représentées en bas-relief, en référence à la Parabole des dix vierges présente dans l'Évangile selon Matthieu (Mt 25,1-13).

## Galerie d'images

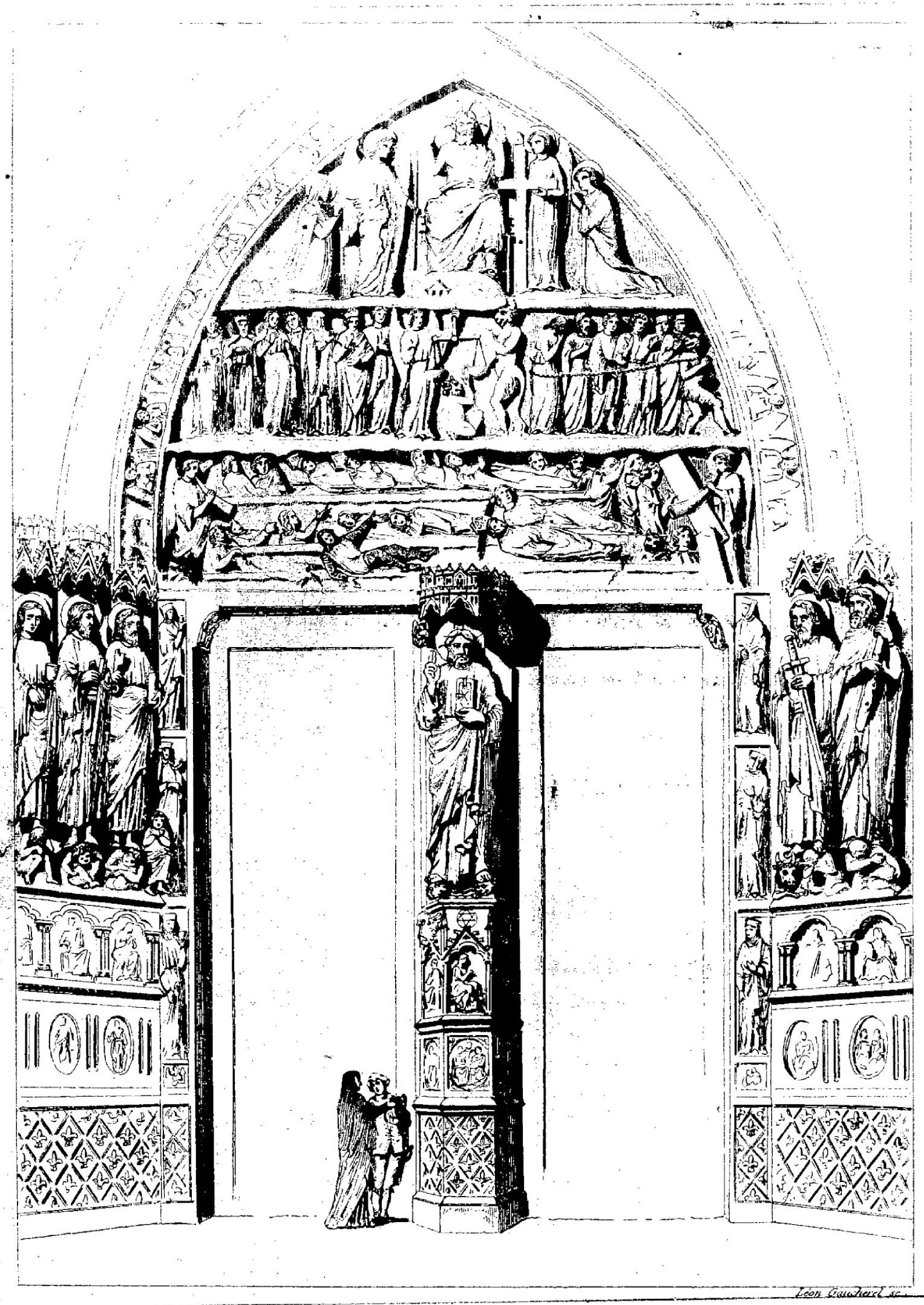
Projet de restauration de Lassus et Viollet-le-Duc.
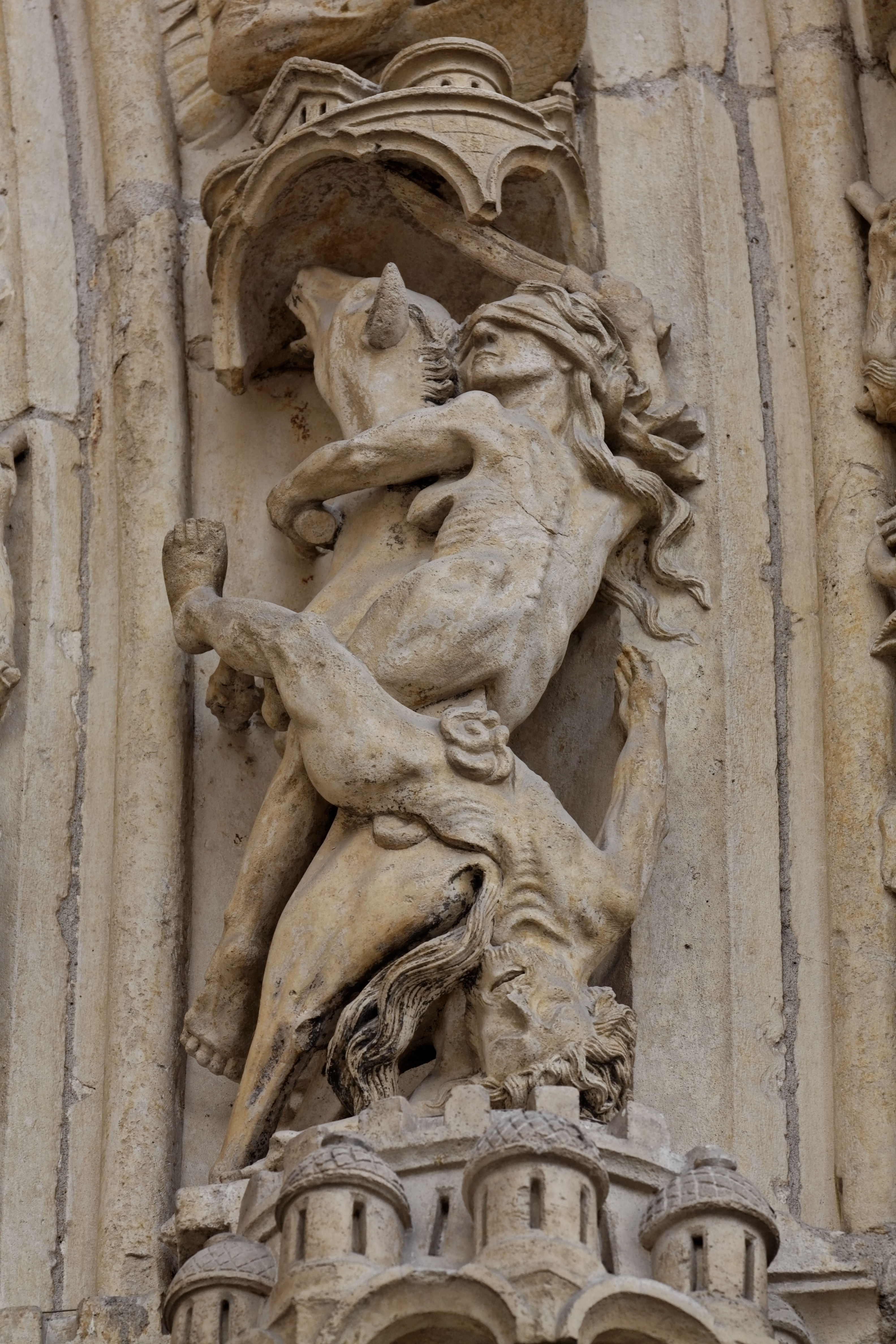
Mort à cheval.
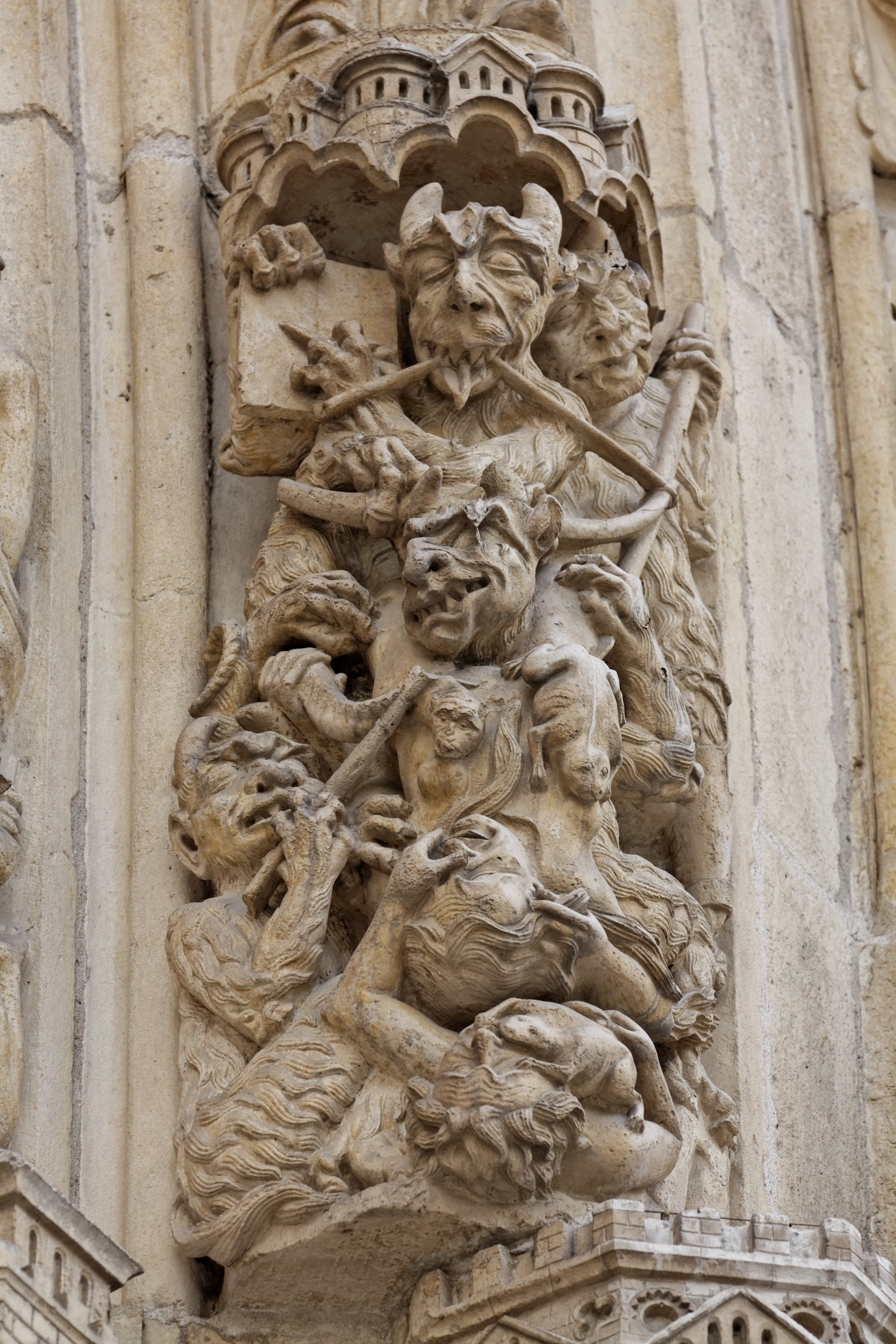
Scène infernale.
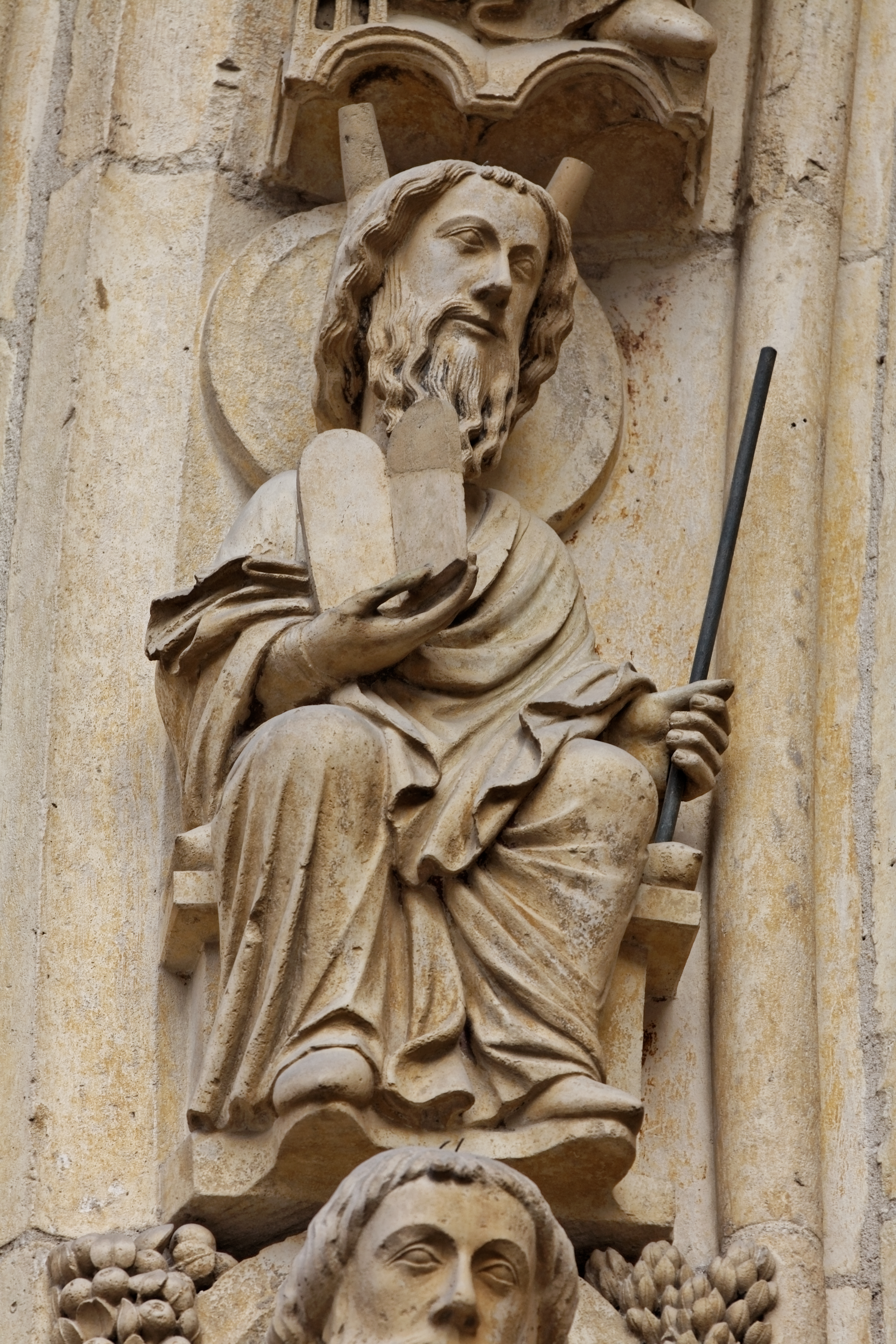
Moïse.
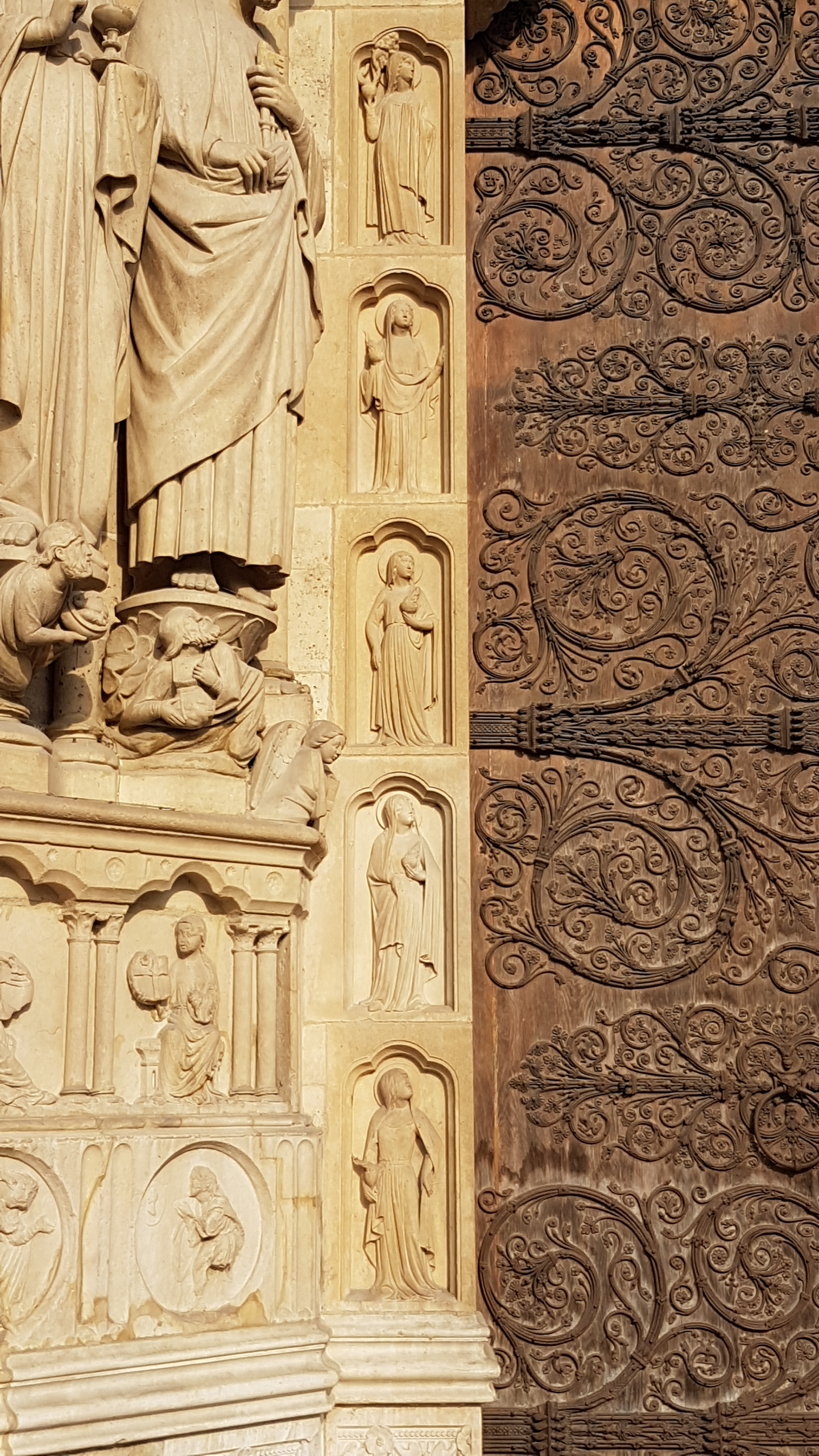
Vierges sages.
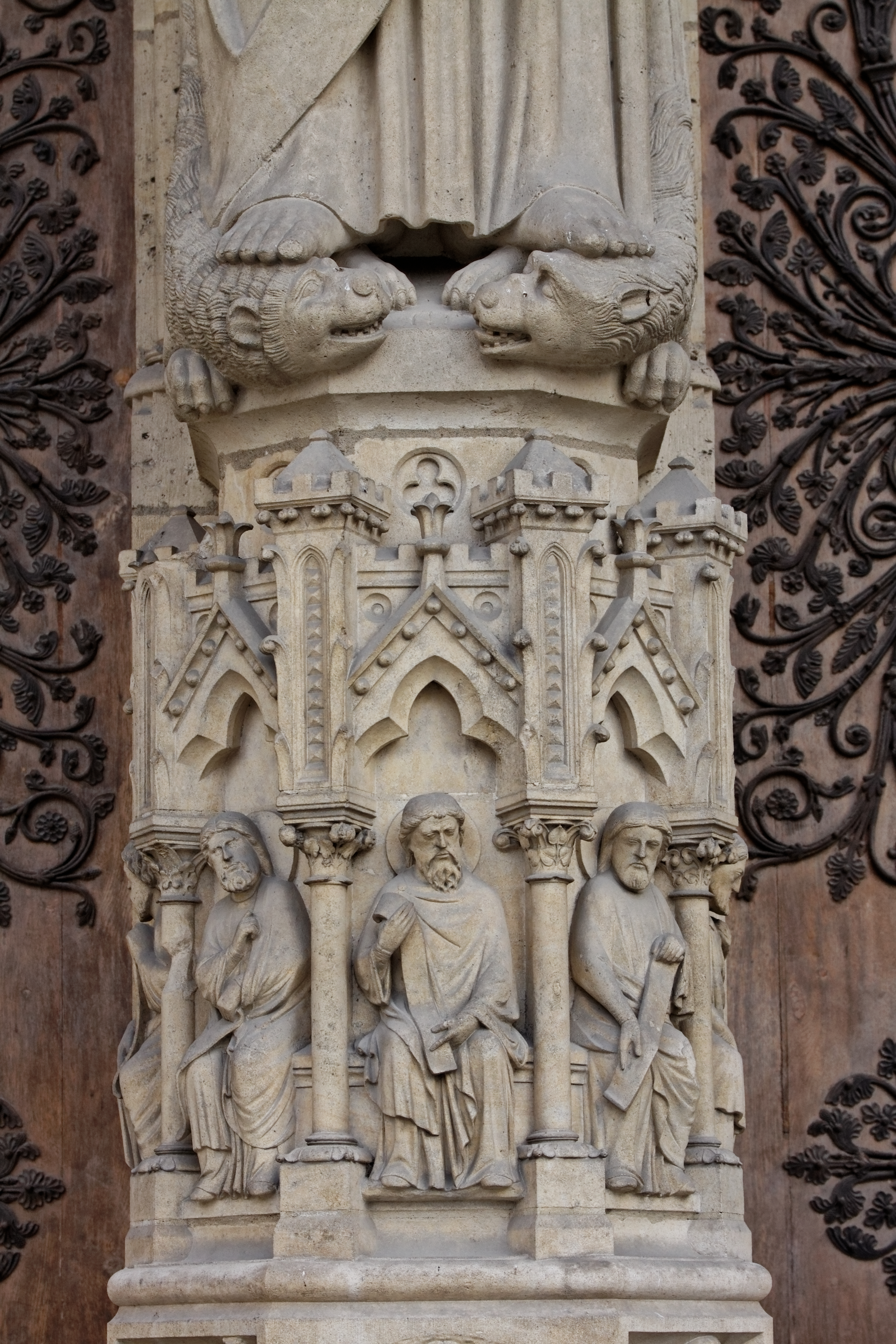
Cinq prophètes.
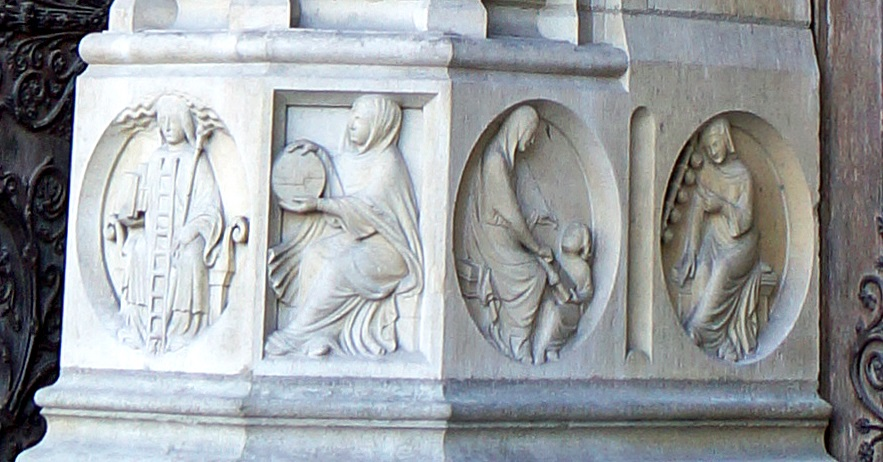
Arts libéraux.
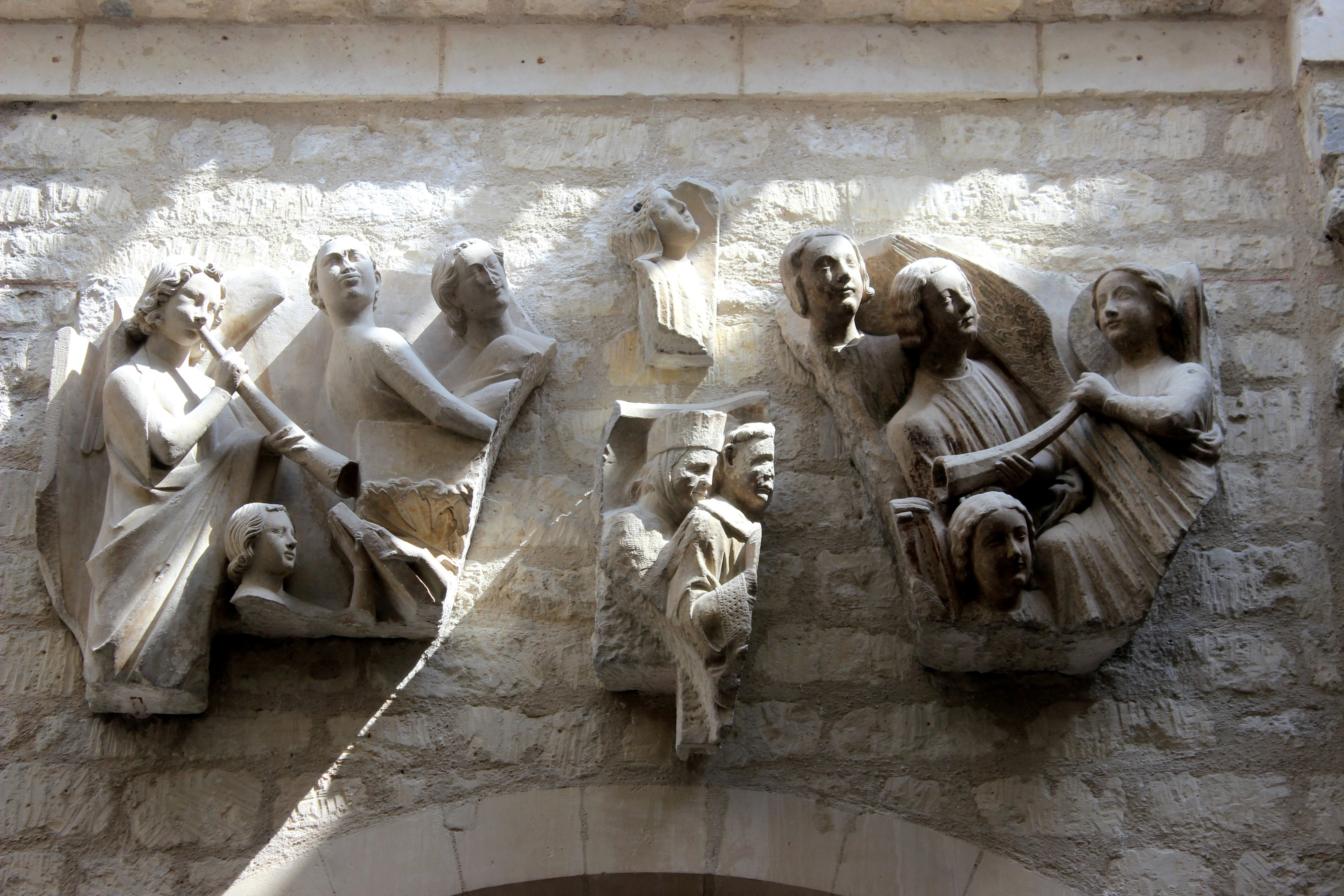
Fragments originaux du tympan (Musée de Cluny).